# Tropenadel
Tropenadel of Tropenadel; Van Vliet, Sweet & Cy  is een toneelstuk van de Nederlandse schrijver Henri van Wermeskerken, die wordt beschouwd als de belangrijkste blijspelschrijver uit de  Nederlands-Indische toneelliteratuur. Het toneelstuk ging in première op 26 februari 1916 in Soerabaja en werd gedurende de 20ste eeuw vele honderden malen opgevoerd. Twee jaar later, in 1918, bewerkte Van Wermeskerken het stuk tot roman. Het behoort samen met vervolg Suikerfreule tot Van Wermeskerkens populairste werken.

## Personages
- Meneer (Willem) van Vliet, handelsman.
- George van Vliet, broer van Willem.
- Mevrouw (Marie) van Vliet, vrouw van Willem.
- Emmy van Vliet, dochter van meneer en mevrouw Van Vliet.
- Rudolf 'Ru' Verkerk, Indo-Europese adjunct-inspecteur van financiën. Verloofde van Emmy.
- Mr. Sweet / Jan van Sweet, rivaal van Rudolf. Zogenaamd Engels aristocraat.
- Juffrouw Van der Kooy, Amsterdamse juffrouw. Tante van Sweet.
- Mevrouw Hooiberg, nieuwsgierige overbuurvrouw.
- Mevrouw Post
- Dochter van mevrouw Post
- Ali, inheemse huisjongen.

## Inhoud

### Eerste bedrijf
De familie Van Vliet brengt de vakantie door in een hotel te Sindanglaja. Oom George vindt dat zijn nichtje Emmy de laatste tijd wel erg veel optrekt met Mr. Sweet, een Engelse aristocraat die vanwege zijn afkomst veel populariteit geniet. Dit terwijl Emmy ‘zo goed als verloofd’ is met Rudolf Verkerk, een Indo-Europese adjunct-inspecteur van financiën. In tegenstelling tot George, lijken meneer en mevrouw Van Vliet wel degelijk gecharmeerd van de Engelsman.
Emmy, Rudolf en Sweet keren terug van een zwempartij in het nabijgelegen meertje. De Engelsman vertelt sterke verhalen over zijn reizen; een schipbreuk in de Walvisbaai en olifantenjacht in Brits-Indië. Rudolf kan zijn ergernis niet onderdrukken, valt uit tegen Sweet en stormt naar buiten. Vader en George verlaten de kamer, Emmy en Sweet blijven alleen achter. Sweet vraagt Emmy een sigaret voor hem aan te steken, en poogt haar vervolgens in haar nek te zoenen. Zij rukt zich los en loopt weg.
Later die avond keert Rudolf terug, en confronteert Emmy met haar interesse in Sweet. Emmy ontkent, en verwijt Rudolf jaloezie: ‘Wat ben je kwaaddenkend, Ru, zoo Indisch!’ Deze maakt op zijn beurt Emmy en haar familie uit voor ‘tropenadel’ en ‘sambalaristocraten’:
‘Sinds ze sambal aten willen ze ook aristocraten zijn op hun manier. Je kent toch het spreekwoord: Le canaille de I’Europe, c’est la noblesse de I’Orient? Nou, dat is nu Tropenadel... En dat wil dan op Indos neerzien, op families die soms al eeuwen de werkelijke pionniers van Nederland in Indië waren. En op ons afgeven! Waarom? Omdat ze heel goed voelen, dat ze voor een groot deel in beschaving bij hen ten achter staan. Maar ze vallen dubbel als ze een Engelschman zien, met hem mogen omgaan, al was zijn vader kruier!’
Rudolf zegt haar dat zij een definitieve keuze zal moeten maken en vertrekt. Niet veel later verschijnt Sweet, die opnieuw probeert Emmy te zoenen. Ditmaal wordt hij onderbroken door meneer Van Vliet, die zijn sigarenkoker had laten liggen.

### Tweede bedrijf
Eenmaal teruggekeerd in Batavia doen meneer en mevrouw Van Vliet vergeefse pogingen het Engels onder de knie te krijgen. Mr. Sweet heeft hen een brief gestuurd, waarin hij schrijft met Emmy te willen trouwen. Emmy worstelt met haar gevoelens. George troost haar, maar vertrouwt de zaak niet en probeert informatie over de Engelsman in te winnen.
Sweet komt langs. George ondervraagt hem over zijn verleden, maar de Engelsman heeft overal een antwoord op. Hij is naar eigen zeggen twee jaar eerder uit Engeland vertrokken, en heeft sindsdien gereisd. Zijn vader stierf toen hij nog een baby was, en zijn moeder woont nu alleen in een Engels kasteel. Van Vliet maakt plannen om Sweet deelgenoot te maken van zijn bedrijf. Wanneer de volwassenen de kamer verlaten, doet de Engelsman een derde, agressieve poging Emmy te zoenen. George keert op tijd terug om hem zijn poging te doen staken.
De Kattenburgse juffrouw Van der Kooy arriveert bij het huis van de Van Vliets, op zoek naar haar neef Jan. Na een verwarrende aanvaring met de inheemse huisbediende Ali, verschijnt Sweet  ten tonele, die door de juffrouw direct herkend wordt als haar neef. Aanvankelijk doet Sweet nog alsof zij de verkeerde voor zich heeft, maar al snel geeft hij toe: ‘Mr. Sweet’ blijkt in werkelijkheid Hollander Jan Sweet van het Rapenburgplein, de neef van juffrouw Van der Kooy.
De Van Vliets naderen de voorgalerij, en Sweet weet zijn tante te overtuigen om net te doen of zij óók Engels is; als hij zijn kin aanraakt, zegt zij ‘yes’, als hij omlaag kijkt, dan zegt zij ‘no’. De truc gaat een tijdlang goed, tot de juffrouw zich verspreekt. Sweet probeert de situatie nog te redden, maar zijn tante is het liegen beu en doet de waarheid uit de doeken. Meneer Van Vliet is woedend en jaagt de zogenaamde Engelsman zijn huis uit.

### Derde bedrijf
Meneer en mevrouw Van Vliet zijn ontzet door de leugen van ‘Mr Sweet’ en maken elkaar verwijten. George probeert de ruzie te sussen en troost Emmy, die zich schaamt en niet weet of ze Rudolf nog onder ogen durft te zien. Juffrouw Van der Kooy is voornemens haar leugenachtige neef op te zoeken in zijn hotel en hem een lesje te leren, maar de Van Vliets weten haar bij hen thuis te houden om een schandaal te voorkomen.
Rudolf arriveert. George neemt Emmy en hem mee naar het kantoor om het uit te praten. De nieuwsgierige buurvrouw, mevrouw Hooiberg, brengt een bezoek na iets van de consternatie op de voorgalerij gezien te hebben. Al snel begint zij de volkse juffrouw Van der Kooy uit te horen, die met haar ondoordachte antwoorden de Van Vliets ten schande maakt. De buurvrouw is hierover in haar nopjes, tot juffrouw Van der Kooy zegt haar herkend te hebben, en zich herinnert dat de deftige mevrouw Hooiberg in feite een eenvoudige Amsterdamse slagersdochter is. De buurvrouw maakt zich beschaamd uit de voeten.
Emmy en Rudolf verlaten in innige omhelzing het kantoor. Rudolf toont zich begripvol en vraagt meneer Van Vliet definitief om zijn dochters hand.

## Achtergrond en ontvangst
Hoewel Van Wermeskerken Tropenadel aanvankelijk schreef voor een groep dilettanten te Batavia, ging het stuk in 1916 in première bij het beroepsgezelschap van Louis de Vries in de Stadsschouwburg te Soerabaja. Het blijspel werd door het publiek enthousiast ontvangen. In een telegram aan de auteur liet De Vries na de eerste opvoering weten:
Stampvolle zaal, overweldigend lachsucces, gefeliciteerd.
Ook de pers was positief. Belangrijk pleitbezorger was schrijver en criticus Hans van de Wall, bekend onder zijn pseudoniem Victor Ido. In het Bataviaasch Nieuwsblad schreef hij het volgende:
De teekening der hoofdpersonen is meesterlijk. Het geheel een coup de maitre. Wie schenkt de letterkunde van dit land een nieuw werk dat duizenden kan amuseeren en verkwikken? Is dat niet een gebeuren dat tot waardeering stemt? Tropenadel... de ironie van dezen titel geeft duidelijk genoeg de strekking en karakterestiek aan. De auteur belicht zijn, alles behalve sympathieke figuren zoo komisch, hij laat ze op zoo aardige manier voor hun fouten boeten, dat wij ze onze welwillende gezindheid niet onthouden kunnen. Wij moeten om hen lachen, hartelijk lachen zelfs. Zonder eenige pretentie van kunst, zijn daaruit typen voortgekomen, zooals bijv. Willem van Vliet en juffrouw Van der Kooy, die men niet zóó kan teekenen, als men geen literair kunstenaar is. Zij zijn levenswaar evenals de anderen.
Al snel vond het stuk zijn weg naar het Nederlandse toneel, waar het in september van datzelfde jaar werd opgevoerd door de Tooneelvereeniging onder leiding van Herman Heijermans en Jan Musch. Het stuk was ook hier een inslaand succes, en wist het gezelschap in een klap uit de hachelijke financiële situatie te redden waarin het had verkeerd. Van Wermeskerkens komedie deed het zo goed, dat Heijermans besloot zijn eigen stukken nog enige tijd op de plank te laten liggen: Eva Bonheur, aanvankelijk bedoeld als kerstklapper van 1916, werd in de rij na Tropenadel uitgesteld tot april 1917. Esther de Boer-van Rijk ontpopte zich tot publieksfavoriet in de rol van Juffrouw Van der Kooy, die zij hierna meer dan duizend keer zou vertolken en als welke zij wederom terug zou keren in pendant Suikerfreule.
Ondanks het succes bij publiek en een groot deel van de pers, oogstte Van Wermeskerken met zijn Tropenadel ook kritiek. In literaire kringen was niet iedereen over de Indische komedie te spreken. Rob Nieuwenhuys prees in zijn Oost-Indische Spiegel de compositie van diens stukken als 'handig in elkaar gezet', maar was kritisch op de publieksgerichtheid en 'goedkope grollen'. E. du Perron deed het stuk op zijn beurt af als 'amusement in toneelvorm voor zwakkere geesten'. Ondanks deze kritiek bleef Tropenadel succesvol, en werd het stuk tot na de Tweede Wereldoorlog door vele toneelgezelschappen opgevoerd.

## Vervolg
In 1917 ging een door Van Wermeskerken geschreven vervolg op Tropenadel in première: Suikerfreule. In Tropenadel vertelt Juffrouw Van der Kooy dat zij op doorreis is naar haar man, die tweede machinist is op een suikerfabriek in Toelong Baroe. In Suikerfreule vervolgt zij haar reis, en blijkt haar man Dirk heimelijk een dochter te hebben met een inheemse vrouw.

## Varia
- Willem Walraven refereert aan het stuk in een brief van 20 september 1919:

Ik heb toch al zoo’n haat tegen het kwasi-gedistingeerde zoodje, dat de ‘Europeesche samenleving in Indië’ heet en waarin je de grootste scharrelaars en de meest-banale wijven aantreft (zie ‘Tropenadel’), menschen, die van geen toeten of blazen weten en vroeger misschien handel dreven in lange turf en kachelhout.
- In 1928 maakte Jan van Dommelen bekend dat er plannen waren om Tropenadel te verfilmen. De opnames zouden grotendeels op locatie plaatsvinden in Nederlands-Indië, en het project zou gefinancierd worden middels garantiefondsen opgezet door bewonderaars van Esther de Boer-van Rijk, die in de film te zien zou zijn als Juffrouw Van der Kooy. Deze film is echter nooit gemaakt.[13]
- In 1932 is Tropenadel bewerkt tot operette, met een libretto van Jaap van der Poll en op muziek van Eugène Beeckman. Deze ging in première op 21 oktober in Antwerpen.
- In 1948 werd Tropenadel door de VARA als hoorspel ten gehore gebracht, in bewerking van Rolien Numan.[14]

## Galerij

Aankondiging door de Toneel-, Muziek- en Dansvereeniging L.O.L. van de uitvoering op zaterdag 10 april 1926 in de societeit Concordia te Pangkalan Soesoe van het toneelstuk Tropenadel
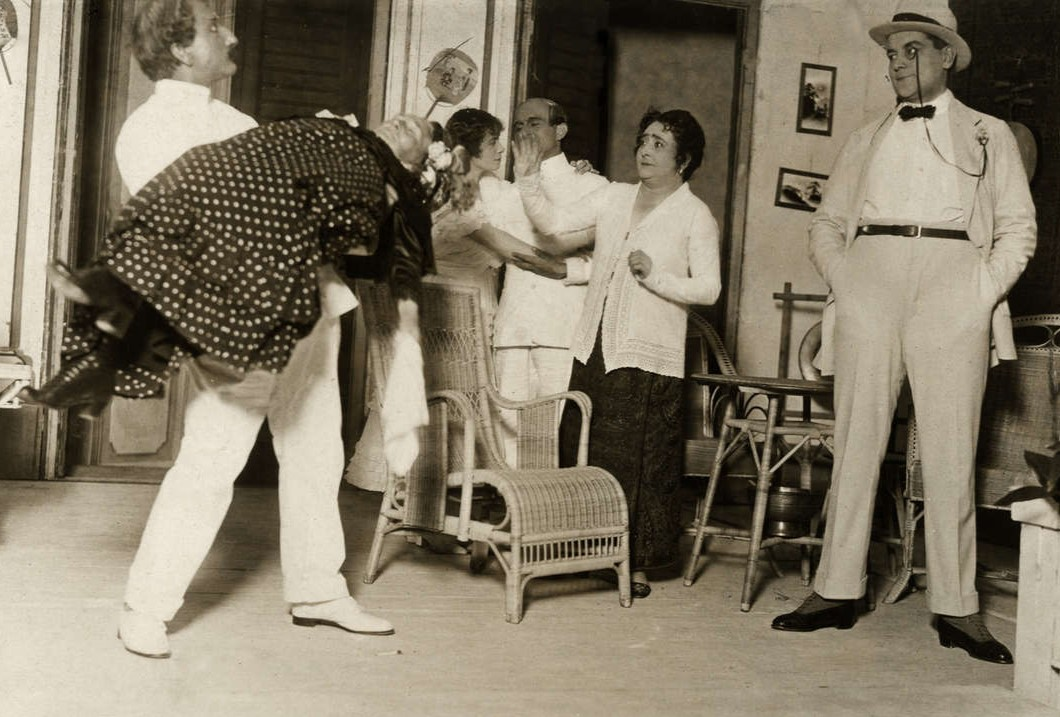
Scène uit Tropenadel, met o.a. Esther de Boer-van Rijk en Jan Musch (1916)
- Huldiging van Esther de Boer-van Rijk, ter gelegenheid van de 1000ste uitvoering van Tropenadel